# 迭戈·奥基乌齐
迭戈·奥基乌齐（義大利語：Diego Occhiuzzi，1981年4月30日—），意大利击剑运动员。他曾代表意大利参加2008年、2012年和2016年夏季奥林匹克运动会击剑比赛，共收获一枚银牌和两枚铜牌。